# Waldemar von Lilienthal
Waldemar von Lilienthal (* 19. Februar 1856 in Hinrichshagen, Kreis Greifswald; † 8. August 1892 in Konstanz) war ein deutscher Landrat.

## Leben
Waldemar war ein Sohn des preußischen Hauptmanns und Herrn auf Hinrichshagenhof Benno von Lilienthal (1818–1859) und dessen Ehefrau Helene Wilhelmine, geborene Meyer (1829–1890). Der Vater übernahm vom Schwiegervater das kleine Gut Hinrichshagen, Hinrichshagenhof I. 
Er studierte Rechtswissenschaften an der Ruprecht-Karls-Universität Heidelberg. 1875 wurde Lilienthal Mitglied des Corps Saxo-Borussia Heidelberg. Nach dem Studium trat er in den preußischen Staatsdienst ein und war zunächst Regierungsassessor bei der Regierung in Bromberg. Zu Beginn des Jahres 1889 wurde er Landrat des Kreises Wongrowitz in der Provinz Posen. Im August wurde er in den Landkreis Emden versetzt, wo er bis zu seinem Tod 1892 Landrat war.
Er verstarb unverheiratet. Seine Schwester Susanne (1854–1938) heiratete 1877 den kgl. preuß. Oberstleutnant Gustav Freiherr von Forstner (1841–1925) und war die Mutter des Marineoffiziers und Schriftstellers Freiherr Georg-Günther von Forstner.